# Stanisław Lubiejewski
Stanisław Jerzy Lubiejewski (ur. 27 maja 1947 w Kleczkowie) – polski lekkoatleta, który specjalizował się w rzucie młotem.

## Kariera
W roku 1969, podczas swojego pierwszego startu w mistrzostwach Europy, odpadł w eliminacjach. Dwa lata później, w Helsinkach, na kolejnym czempionacie Starego Kontynentu był ósmy. Reprezentował Polskę na igrzyskach olimpijskich w 1972 roku – w konkursie młociarzy nie awansował do finału. Brał udział w spartakiadzie armii zaprzyjaźnionych. W latach 1969–1977 dwadzieścia razy bronił barw narodowych w meczach międzypaństwowych (6 zwycięstw indywidualnych), a w roku 1970 i 1973 startował w pucharze Europy.
Dziesięciokrotnie stawał na podium seniorskich mistrzostw Polski – ma w dorobku cztery złota (Kraków 1969, Warszawa 1972, Warszawa 1973 i Bydgoszcz 1977), trzy srebra (Warszawa 1970, Bydgoszcz 1976 oraz Warszawa 1978), a także trzy brązy (Warszawa 1974, Bydgoszcz 1975 i Poznań 1979).
Od 1970 do 1972 roku pięć razy poprawiał rekord Polski doprowadzając go do wyniku 71,32 m. Podoficer Wojska Polskiego.

## Rekordy życiowe
- rzut młotem – 72,34 m (13 września 1979, Kraków)[4]

## Osiągnięcia
| Rok  | Impreza                 | Miejsce   | Pozycja           | Wynik |
| ---- | ----------------------- | --------- | ----------------- | ----- |
| 1969 | Mistrzostwa Europy      | Ateny     | el. – 17. miejsce | 59,50 |
| 1970 | Półfinał pucharu Europy | Helsinki  | 2. miejsce        | 65,90 |
| 1970 | Finał pucharu Europy    | Sztokholm | 4. miejsce        | 65,50 |
| 1971 | Mistrzostwa Europy      | Helsinki  | 8. miejsce        | 67,50 |
| 1972 | Igrzyska olimpijskie    | Monachium | el. – 23. miejsce | 64,80 |
| 1973 | Półfinał pucharu Europy | Celje     | 3. miejsce        | 66,80 |